# Declinación en sánscrito
El Sánscrito hereda de su progenitor el idioma protoindoeuropeo un sistema exhaustivo de morfología nominal. Las terminaciones se pueden afijar directamente a la raíz, o más frecuentemente, sobre todo en la lengua más posterior, a una base formada con la adición de un sufijo a la raíz.
El sánscrito es un idioma ampliamente flexivo que preserva todos los tipos de declinación encontrado en el proto-indo-europeo, incluso algunas bases heteroclíticas residuales en r y n.

## Dimensiones
La declinación en el sánscrito se trata de una interacción entre 2 'dimensiones': 3 números y 8 casos. Además, los nombres tienen género gramático. Los adjetivos tienen características parecidas a los nombres. Los variables son:
| 1 | 3 números | singular, dual, plural                                                              |
| 2 | 3 géneros | masculino, femenino, neutro                                                         |
| 3 | 8 casos   | nominativo, acusativo, instrumental, dativo, ablativo, genitivo, locativo, vocativo |

## Construcción

### Raíces
El sistema más antiguo de declinación en el proto-indo-europeo, heredado por el sánscrito, es el afijo de las terminaciones directamente a la raíz. Este sistema ya estuvo en decadencia en la etapa anterior del pIE. Entre las lenguas indoeuropeas, este sistema se ha preservado más fielmente en sánscrito, sobre todo en la forma anterior del idioma que se llama el sánscrito védico.
| Sánscrito | Latín        | PIE     | Glosario |
| --------- | ------------ | ------- | -------- |
| pā́d-      | pē(d)s, ped- | *póds   | pie      |
| vā́c-      | vōx, vōc-    | *wṓkʷs  | voz      |
| rā́j-      | rēx, rēg-    | *h₃rḗǵs | rey      |

### Bases
Más tarde volvió un nuevo sistema en que un intermedio que se llama la vocal temática se interpone entre la raíz y las terminaciones: *-o- y en sánscrito -a-, que produce la base temática.
La declinación de una base temática es menos complicado porque una multitud de las reglas Sandhi - de combinación eufónica - ya no se aplican. Así, en sánscrito clásico, el encuentro del nombre temático pā́da-s es más propenso que su predecesor atemático.

### Casos de declinación
En sánscrito, los nombres se declinan en ocho casos:
- Nominativo → Sujeto y atributo.
- Acusativo → Objeto directo.
- Instrumental → Instrumento, manera.
- Dativo → Objeto indirecto.
- Ablativo → Complemento circunstancial.
- Genitivo → Complemento del nombre.
- Locativo → Estar en algún lugar.
- Vocativo → Apelación.

### Terminaciones
El esquema básica de sufixión se ve abajo y se aplica a muchos nombres y adjetivos.
Pero, en acuerdo con el género y el consonante o vocal final de la base ya no declinada, existen reglas de sandhi que prescriben la forma declinada.
|              | Singular | Singular  | Dual   | Dual      | Plural | Plural |
| Masc./Fem    | Neu.     | Masc./Fem | Neu.   | Masc./Fem | Neu.   |        |
| ------------ | -------- | --------- | ------ | --------- | ------ | ------ |
| Nominativo   | -s       | -Ø        | -au    | -ī        | -as    | -i     |
| Acusativo    | -am      | -Ø        | -au    | -ī        | -as    | -i     |
| Instrumental | -ā       | -ā        | -bhyām | -bhyām    | -bhis  | -bhis  |
| Dativo       | -e       | -e        | -bhyām | -bhyām    | -bhyas | -bhyas |
| Ablativo     | -as      | -as       | -bhyām | -bhyām    | -bhyas | -bhyas |
| Genitivo     | -as      | -as       | -os    | -os       | -ām    | -ām    |
| Locativo     | -i       | -i        | -os    | -os       | -su    | -su    |

## Declinación

### Clasificación de base
Sustantivos se dividen en clases diferentes en acuerdo con la vocal terminal de base, antes de la declinación como descrito. Generalmente, la clasificación es:
- Bases de vocales cortas
  - Bases a-
  - Bases i- y u-
  - Bases ṛ
- Bases de vocales largas
  - Bases ā-
  - Bases ī- y ū-
- Bases de consonantes
  - Bases simples
  - Bases as/is/us
  - Bases an- in-
  - Bases ant-/mant-/vant-
  - Bases vāṅs-

Las terminaciones afijadas al nombre de clase pueden sufrir, en algunos casos, modificaciones, incluso ser completamente reemplazado por otras formas.

### Bases en a-
La gran mayoría de los sustantivos en sánscrito pertenecen a esta clase, y son de género masculino o neutro. La posición del acento se mantiene constante, con la excepción del vocativo singular masculino. Los paradigmas se ilustran en sus formas pre-sandhi, y con el proceso utilizando dos bases masculinas devá-   and kā́ma-  y dos en neutro yugá-  and phála- .
Adjetivos en base a- también se encuentran ampliamente, siendo invariablemente masculino o neutro (los femeninos se forman o en -ā o, menos fruecuentemente en -ī), también se declinan como siguiente.
| Caso         | Ter | Proceso           | Resultado | dev·á-   | kā́m·a-   |
| ------------ | --- | ----------------- | --------- | -------- | -------- |
| Nominativo   | -s  | -a- + -s          | -as       | dev·á·s  | kā́m·a·s  |
| Acusativo    | -am | -a- + -am         | -am       | dev·á·m  | kām·a·m  |
| Instrumental | -ā  | -ā -ena           | -ena      | dev·éna  | kā́m·ena  |
| Dativo       | -e  | -a- + -a- + e + a | -āya      | dev·ā́ya  | kā́m·āya  |
| Ablativo     | -as | -as -āt           | -āt       | dev·ā́t   | kā́m·āt   |
| Genitivo     | -as | -as + ya          | -asya     | dev·ásya | kā́m·asya |
| Locativo     | -i  | -a- + -i          | -e        | dev·é    | kā́m·e    |
| Vocativo     | -Ø  | -                 | -a        | dév·a    | kā́m·a    |

| Caso                          | Ter    | Proceso         | Resultado | dev·á-     | kā́m·a-     |
| ----------------------------- | ------ | --------------- | --------- | ---------- | ---------- |
| Nominativo Acusativo Vocativo | -au    | -au             | -au       | dev·áu     | kā́m·au     |
| Instrumental Dativo Ablativo  | -bhyām | -ā- + bhyām     | -ābhyām   | dev·ā́byhām | kā́m·ābhyām |
| Genitivo Locativo             | -os    | -a- + -y- + -os | -ayos     | dev·á·yos  | kā́m·a·yos  |

| Caso                 | Ter    | Proceso            | Resultado  | dev·á-     | kā́m·a-     |
| -------------------- | ------ | ------------------ | ---------- | ---------- | ---------- |
| Nominativo, Vocativo | -as    | -a- + -as          | -ās        | dev·ā́s     | kā́m·ās     |
| Accusativo           | -as    | as -ān (-āṅs)      | -ān (-āṅs) | dev·ā́n     | kā́m·ān     |
| Instrumental         | -bhis  | -bhis -ais         | -ais       | dev·aís    | kā́m·ais    |
| Dativo Ablativo      | -bhyas | -a- + -i- + -bhyas | -ebhyas    | dev·ébhyas | kā́m·ebhyas |
| Genitivo             | -ām    | -ā + -n- ām        | -ānām      | dev·ā́nām   | kā́m·ānām   |
| Locativo             | -su    | -a- + -i- + su     | -e         | dev·éṣu    | kā́m·eṣu    |

Formas en neutro se distinguen del masculino solo en las formas nominativas y acusativas, que siempre serán idénticas:
| Caso     | Ter | Proceso       | Resultado | yug·á-  | phál·a-  |
| -------- | --- | ------------- | --------- | ------- | -------- |
| Nom, Acc | -Ø  | -a- + -m      | -am       | yug·á·m | phál·a·m |
| Nom, Acc | -ī  | -a- + -ī      | -e        | yug·é   | phál·e   |
| Nom, Acc | -i  | -a- + an + -i | -āni      | yug·ā́ni | phál·āni |

### Bases en i- y u-

#### Bases i-
Paradigmas para el masculino agní- , femenino gáti-  y neutro vā́ri- .
| Caso     | Ter    | Proceso                     | Res        | agní-      | gáti-          |
| -------- | ------ | --------------------------- | ---------- | ---------- | -------------- |
| Nom      | -s     | -                           | -s         | agní·s     | gáti·s         |
| Acc      | -am    | -am                         | -m         | agní·m     | gáti·m         |
| Ins      | -ā     | -n- + -ā -                  | -nā -ā     | agní-nā    | gáty·ā         |
| Da       | -e     | guna(i) + e                 | -aye       | agn·áy·e   | gát·ay·e       |
| Abl, Gen | -as    | guna(i) + s -i- + -a- + -as | -es        | agn·és     | gát·és gáty·ās |
| Loc      | -i     | -i -au                      | -au        | agn·aú     | gát·au         |
| Voc      | -Ø     | -                           | -e         | agn·é      | gát·e          |
| Caso     | Ter    | Proceso                     | Res        | agní-      | gáti-          |
| N.A.V    | -au    | -au -ī                      | -ī         | agn·ī́      | gát·ī          |
| I.D.A    | -bhyām | -                           | -bhyām     | agní·bhyām | gáti·bhyām     |
| Gen, Loc | -os    | -i- + -os                   | -yos       | agny·ós    | gáty·os        |
| Caso     | Ter    | Proceso                     | Res        | agní-      | gáti-          |
| Nom, Voc | -as    | guna(i) + -as               | -ayas      | agn·áy·as  | gát·ay·as      |
| Acc      | -as    | as -īn (-īṅs)               | -īn (-īṅs) | agn·ī́n     | gát·īn         |
| Ins      | -bhis  | -                           | -bhis      | agní·bhis  | gáti·bhis      |
| Dat, Abl | -bhyas | -                           | -bhyas     | agní·bhyas | gáti·bhyas     |
| Gen      | -ām    | -ī + -n- ām                 | -īnām      | agn·ī́nam   | gát·īnām       |
| Loc      | -su    | -                           | -su        | agní·ṣu    | gáti·ṣu        |

Neutros tienen la inserción de -n- entre la base y la terminaciones vocálicas. 
| Caso     | Ter    | Proceso     | Res    | vā́ri-      |
| -------- | ------ | ----------- | ------ | ---------- |
| N.A.V    | -Ø     | -           | -Ø     | vā́ri       |
| Ins      | -ā     | -n-         | -nā    | vā́ri·ṇ·ā   |
| Dat      | -e     | -n-         | -ne    | vā́ri·ṇ·e   |
| Abl,Gen  | -as    | -n-         | -nas   | vā́ri·ṇ·as  |
| Loc      | -i     | -n-         | -ni    | vā́ri·ṇ·i   |
| Caso     | Ter    | Proceso     | Res    | vā́ri-      |
| N.A.V    | -ī     | -n-         | -nī    | vā́ri·n·ī   |
| I.D.A    | -bhyām | -           | -bhyām | vā́ri·bhyām |
| Gen, Loc | -os    | -n-         | -nos   | vā́ri·ṇ·os  |
| Caso     | Ter    | Proceso     | Res    | vā́ri-      |
| N.A.V    | -i     | -īni        | -īni   | vā́rī·ṇ·i   |
| Ins      | -bhis  | -           | -bhis  | vā́ri·bhis  |
| Dat, Abl | -bhyas | -           | -bhyas | vā́ri·bhyas |
| Gen      | -ām    | -ī + -n- ām | -īnām  | vā́r·īṇām   |
| Loc      | -su    | -           | -su    | vāri·ṣu    |

#### Bases u-
Paradigmas para masculino śátru- , femenino dhenú-  and neuter mádhu- .
| Caso     | Ter    | Proceso                     | Res            | śátru-      | dhenú-           |
| -------- | ------ | --------------------------- | -------------- | ----------- | ---------------- |
| Nom      | -s     | -                           | -s             | śátru·s     | dhenú·s          |
| Acc      | -am    | -am                         | -m             | śátru·m     | dhenú·m          |
| Ins      | -ā     | -n- + -ā -                  | -nā -ā         | śátru-ṇā    | dhenv·ā          |
| Dat      | -e     | guna(u) + e                 | -ave           | śátr·av·e   | dhen·áv·e        |
| Abl, Gen | -as    | guna(u) + s -u- + -a- + -as | -es            | śátr·os     | dhen·ós dhenv·ā́s |
| Loc      | -i     | -i -au                      | -au            | śátr·au     | dhen·aú          |
| Voc      | -Ø     | -                           | -e             | śátr·o      | dhen·ó           |
| Caso     | Ter    | Proceso                     | Res            | śatru-      | dhenú-           |
| N.A.V    | -au    | -au -ū                      | -ū             | śátr·ū      | dhen·ū́           |
| I.D.A    | -bhyām | -                           | -bhyām         | śátru·bhyām | dhenú·bhyām      |
| Gen, Loc | -os    | -u- + -os                   | -vos           | śátrv·ós    | dhenv·ós         |
| Caso     | Ter    | Proceso                     | Res            | śátru-      | dhenú-           |
| Nom, Voc | -as    | guna(u) + -as               | -avas          | śátr·av·as  | dhen·áv·as       |
| Acc      | -as    | as -ūn (-ūṅs) -ūs           | -ūn (-ūṅs) -ūs | śátr·ūn     | dhen·ūs          |
| Ins      | -bhis  | -                           | -bhis          | śátru·bhis  | dhenú·bhis       |
| Dat, Abl | -bhyas | -                           | -bhyas         | śátru·bhyas | dhenú·bhyas      |
| Gen      | -ām    | -ū + -n- ām                 | -ūnām          | śátr·ūṇām   | dhen·ū́nām        |
| Loc      | -su    | -                           | -su            | śátru·ṣu    | dhenu·ṣu         |

| Caso     | Ter    | Proceso     | Res    | mádhu-      |
| -------- | ------ | ----------- | ------ | ----------- |
| N.A.V    | -Ø     | -           | -Ø     | mádhu       |
| Ins      | -ā     | -n-         | -nā    | mádhu·n·ā   |
| Dat      | -e     | -n-         | -ne    | mádhu·n·e   |
| Abl, Gen | -as    | -n-         | -nas   | mádhu·n·as  |
| Loc      | -i     | -n-         | -ni    | mádhu·n·i   |
| Caso     | Ter    | Proceso     | Res    | mádhu-      |
| N.A.V    | -ī     | -n-         | -nī    | mádhu·n·ī   |
| I.D.A    | -bhyām | -           | -bhyām | mádhu·bhyām |
| Gen, Loc | -os    | -n-         | -nos   | mádhu·n·os  |
| Caso     | Ter    | Proceso     | Res    | mádhu-      |
| N.A.V    | -i     | -i -ūni     | -ūni   | mádhū·n·i   |
| Ins      | -bhis  | -           | -bhis  | mádhu·bhis  |
| Dat, Abl | -bhyas | -           | -bhyas | mádhu·bhyas |
| Gen      | -ām    | -ū + -n- ām | -ūnām  | mádh·ūnām   |
| Loc      | -su    | -           | -su    | mádhu·ṣu    |

Adjetivos en i- y u- se declinan parecido.

### Bases en ṛ-
Bases en ṛ- son principalmente nombres agentivos en -tṛ (heredado por español como -dor), como dātṛ , pero también incluyen nombres familiares como pitṛ , mātṛ , and svasṛ.
| Caso     | Ter    | Proceso                       | Res           | dātṛ́-      | svásṛ-      | pitṛ́-      | dhātŕ-        |
| -------- | ------ | ----------------------------- | ------------- | ---------- | ----------- | ---------- | ------------- |
| Nom      | -s     | vṛddi(ṛ) (-rs)                | -ā            | datā́       | svásā́       | pitā́       | dhātṛ́         |
| Acc      | -am    | vṛddhi(ṛ) + -am guna(ṛ) + -am | -āram -aram   | dāt·ā́r·am  | svás·ār·am  | pit·ár·am  | dhātṛ́         |
| Ins      | -ā     |                               | -ā            | datr·ā́     | svásr·ā     | pitr·ā́     | dhātŕ·ṇ·ā     |
| Dat      | -e     |                               | -e            | dātr·é     | svásr·e     | pitr·é     | dhātṛ́·ṇ·e     |
| Abl, Gen | -as    | -as -ur                       | -ur           | dāt·úr     | svás·ur     | pit·úr     | dhātṛ́·ṇ·as    |
| Loc      | -i     | guna(ṛ) + -i                  | -ari          | dāt·ar·í   | svás·ar·í   | pit·ar·í   | dhātṛ·ṇ·i     |
| Voc      | -Ø     | guna(ṛ)                       | -ar           | dā́t·ar     | svás·ar     | pít·ar     | dhā́tṛ, dhā́tar |
| Caso     | Ter    | Proceso                       | Res           | dātṛ́-      | svásṛ-      | pitṛ́-      | dhātṛ́-        |
| N.A.V    | -au    | vṛddhi/guna(ṛ) + -au          | -arau         | dāt·ā́r·au  | svás·ār·au  | pit·ár·au  | dhātṛ́·ṇ·ī     |
| I.D.A    | -bhyām | -                             | -bhyām        | dātṛ́·bhyām | svásṛ·bhyam | pitṛ́·bhyām | dhātṛ́·bhyām   |
| Gen, Loc | -os    | ṛ + -os                       | -ros          | dātr·ós    | svásr·os    | pitr·ós    | dhātṛ́·ṇ·os    |
| Caso     | Ter    | Proceso                       | Res           | dātṛ́-      | svásṛ-      | pitṛ́-      | dhātṛ́-        |
| N.V      | -as    | vṛiddi/guna(ṛ) + -as          | -āras / -aras | dāt·ār·as  | svás·ār·as  | pit·ar·as  | dhātṝ́·ṇ·i     |
| Acc      | -as    | as -ṝn (-ṝṅs)                 | -ṝn (-ṝṅs)    | dāt·ṝ́n     | svás·ṝn     | pit·ṝ́n     | dhātṝ́·ṇ·i     |
| Ins      | -bhis  | -                             | -bhis         | dātṛ́·bhis  | svásr·bhis  | pit·ṛ́·bhis | dhātṛ·bhis    |
| Dat, Abl | -bhyas | -                             | -bhyas        | dātṛ́·bhyas | svásr·bhyas | pitṛ́·bhyas | dhātṛ́·bhyas   |
| Gen      | -ām    | -ṛ/ṝ + -n- ām                 | -ṛ/ṝṇām       | dāt·ṛ́ṇām   | svás·ṛṇām   | pit·ṛ́ṇām   | dhāt·ṝ́ṇām     |
| Loc      | -su    | -                             | -su           | dātṛ́·ṣu    | svásṛ·ṣu    | pitṛ́·ṣu    | dhātṛ́·ṣu      |

## Números

### Números cardinales
Los números desde uno a diez, con cognados en idiomas relacionados:
| Sánscrito      | Latín      | Proto-Indo-Europeo    |
| -------------- | ---------- | --------------------- |
| éka-           | ūn-        | *Hoi-no-, *Hoi-k(ʷ)o- |
| dvá-           | duo        | *d(u)wo-              |
| trí-           | trēs, tria | *trei-, *tri-         |
| catúr-         | quattuor   | *kʷetwor-, *kʷetur-   |
| páñca-         | quīnque    | *penkʷe               |
| ṣáṣ-           | sex        | *s(w)eḱs              |
| saptá-, sápta- | septem     | *septm̥                |
| aṣṭá-, áṣṭa-   | octō       | *oḱtō                 |
| náva-          | novem      | *newn̥                 |
| dáśa-          | decem      | *deḱm̥(t)              |

Todos los números se declinan en todos los casos. Desde 1 a 4, los números tienen el acuerdo con su sustantivo en número, género y caso; de 5 a 19, en número y caso; desde 20 solo en caso.
Éka se declina como un adjetive pronominal, Dvá se encuentra solo en el dual, y Trí y catúr se declinan como indicado:
|      | Three    | Three    | Three     | Four       | Four       | Four        |
| Masc | Neu      | Fem      | Masc      | Neu        | Fem        |             |
| ---- | -------- | -------- | --------- | ---------- | ---------- | ----------- |
| Nom  | tráyas   | trī́ṇi    | tisrás    | catvā́ras   | catvā́ri    | cátasras    |
| Acc  | trīn     | trī́ṇi    | tisrás    | catúras    | catvā́ri    | cátasras    |
| Ins  | tribhís  | tribhís  | tisṛ́bhis  | catúrbhis  | catúrbhis  | catasṛ́bhis  |
| Dat  | tribhyás | tribhyás | tisṛ́bhyas | catúrbhyas | catúrbhyas | catasṛ́bhyas |
| Abl  | tribhyás | tribhyás | tisṛ́bhyas | catúrbhyas | catúrbhyas | catasṛ́bhyas |
| Gen  | trayāṇā́m | trayāṇā́m | tisṛṇā́m   | caturṇā́m   | caturṇā́m   | catasṛṇā́m   |
| Loc  | triṣú    | triṣú    | tisṛ́ṣu    | catúrṣu    | catúrṣu    | catasṛ́ṣu    |

De 11 a 19:
ékādaśam, dvā́daśam, tráyodaśam, cáturdaśam, páñcadaśam, ṣóḍaśam, saptádaśam, aṣṭā́daśam, návadaśam.
Los decenos de 20 a 90:
(d)viṃśatí, triṃśát, catvāriṃśát, pañcāśát, ṣaṣṭí, saptatí, aśītí, navatí.
Los números combinados:
21 - ékaviṃśati, 22 - dvā́viṃśati, 23 - trayóviṃśati, ..., 26 - ṣáḍviṃśati, ..., but 82 - dvā́́śīti, 83 - trayā́śīti, 88 - aṣṭā́śīti.
Los cientos:
śatam, dvai śatai, trīṇi śatāni / tri śatam, etc.
Los números largos:
| 1000       | sahásra     |
| 10,000     | ayúta       |
| 100,000    | lakṣá       |
| 1,000,000  | prayúta     |
| 10,000,000 | kóṭi        |
| 108        | arbudá      |
| 109        | mahā́rbuda   |
| 10         | kharvá      |
| 1011       | nikharvá    |
| 10140      | asaṅkhyeya! |

### Números en compuestos
Todos los números pueden participar en compuestos en su forma base:
| Compuesto           | Glosario                             |
| ------------------- | ------------------------------------ |
| dvi-pāda-           | two-footed, con dos pies             |
| śata-mukha-         | hundred-mouthed, que tiene 100 bocas |
| daśa-kumāra-carita- | la historia de 10 príncipes          |

### Números ordinales
De uno a diez:
1. prathamás, -ā́
2. dvitī́yas, -ā
3. tṛtī́yas, -ā
4. caturthás, -ī́
5. pañcamás, -ī́
6. ṣaṣṭhás, -ī
7. saptamás, -ī́
8. aṣṭamás, -ī́
9. navamás, -ī́
10. daśamás, -ī́

Otros:
11. - ekādaśás, ... 20. - viṃśatitamás (viṃśás), 30. - triṃśattamás (triṃśás), 40. - catvāriṃśattamás, 50. - pañcāśattamás, 60. - ṣaṣtitamás, 70. - saptatitamás, 80. - aśītitamás, 90. - navatitamás, 100. - śatatamás, 1000. - sahasratamás.

## Glosario
1. ↑  dios
2. ↑  amor
3. ↑  yugo
4. ↑  fruto
5. ↑  fuego
6. ↑  paso, marcha
7. ↑  agua
8. ↑  enemigo
9. ↑  vaca
10. ↑  miel
11. ↑  dador, donante
12. ↑  padre
13. ↑  madre
14. ↑  hermana

## Glosario tradicional y notas
1. ↑  "su·au·jas am·auṭ·śas ṭā·bʰyām·bʰis ṅe·bʰyām·bʰyas ṅasi·bʰyām·bʰyas ṅas·os·ām ṅi·os·sup" - Pāṇini IV 1.2.[11]
2. ↑  "iko'ci vibʰaktau" - Pāṇini VII 1.73
3. ↑  "nṛ ca" - Pāṇini VI 4.6